# Mauritanie aux Jeux olympiques d'été de 2012
La Mauritanie participe aux Jeux olympiques d'été de 2012 à Londres au Royaume-Uni du 27 juillet au 12 août 2012. Il s'agit de sa 8e participation à des Jeux d'été.

## Athlétisme
Hommes
| Athlète         | Épreuve    | Séries   | Séries | Quarts de finale | Quarts de finale | Demi-finales | Demi-finales | Finale   | Finale |
| Athlète         | Épreuve    | Résultat | Rang   | Résultat         | Rang             | Résultat     | Rang         | Résultat | Rang   |
| --------------- | ---------- | -------- | ------ | ---------------- | ---------------- | ------------ | ------------ | -------- | ------ |
| Jidou El Moctar | 200 mètres | 22.94    | 8      | NC               | NC               | -            | -            | -        | -      |

Femmes
| Athlète    | Épreuve    | Séries     | Séries | Quarts de finale | Quarts de finale | Demi-finales | Demi-finales | Finale   | Finale |
| Athlète    | Épreuve    | Résultat   | Rang   | Résultat         | Rang             | Résultat     | Rang         | Résultat | Rang   |
| ---------- | ---------- | ---------- | ------ | ---------------- | ---------------- | ------------ | ------------ | -------- | ------ |
| Aicha Fall | 800 mètres | 2:27.97 NR | 7      | NC               | NC               | -            | -            | -        | -      |